# El Chorro (España)
El Chorro es una aldea perteneciente al municipio de Álora, en la comarca del Valle del Guadalhorce, situada al lado de un embalse sobre el río Guadalhorce, cerca de Ardales en la provincia de Málaga (España). Es uno de los principales centros de escalada sobre roca de Europa debido a estar situado junto al desfiladero de los Gaitanes. Al filo de este desfiladero se encuentra el Caminito del Rey, conocido por su peligrosidad y reabierto al público en marzo de 2015.
Hay una estación de tren en la aldea que conecta con Málaga y Sevilla.
En 2012 tenía una población de 245 habitantes.

## Transporte público

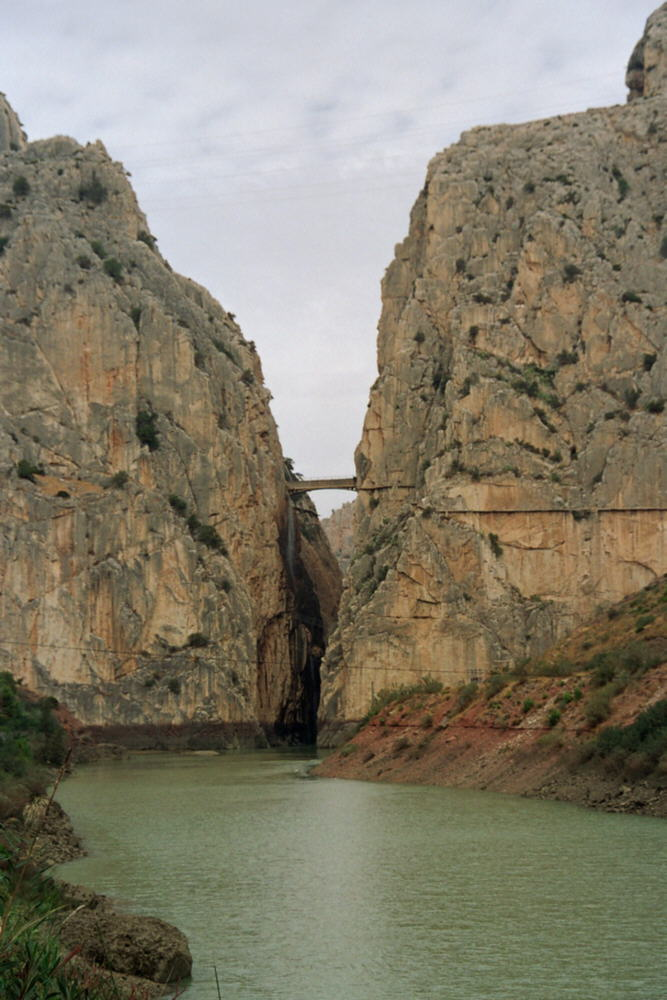
Desfiladero de los Gaitanes en El Chorro.

### Autobús
El Chorro está comunicada por varias rutas de autobuses interurbanas integradas en el Consorcio de Transporte Metropolitano del Área de Málaga. 

### Tren
También se puede llegar desde Málaga hasta la estación de El Chorro-Caminito del Rey con los servicios de la línea 67 de Media Distancia de Renfe, que suele tardar entre 45 minutos y 1 hora. En 2023 se añadió una línea tren de proximidad de Renfe que sale desde Málaga Centro Alameda o Málaga María Zambrano por la línea C2 de cercanías de Málaga o a través de línea 67 MD Málaga Sevilla